# Obovaria jacksoniana
Obovaria jacksoniana är en musselart som först beskrevs av Frierson 1912.  Obovaria jacksoniana ingår i släktet Obovaria och familjen målarmusslor. IUCN kategoriserar arten globalt som sårbar. Inga underarter finns listade i Catalogue of Life.